# Az oroszlán lakomája
Az oroszlán lakomája Henri Rousseau festménye, amely a New York-i Metropolitan Művészeti Múzeum gyűjteményének részek.
Rousseau 1907 körül festette a képet, és valószínűleg bemutatta az az évi őszi tárlaton (Salon d'Automne). Az alkotás a művész dzsungel-sorozatába tartozik, amelynek első darabját 1891-ben állította ki. A kép fókuszában egy másik állatot felfaló oroszlán látható. Környezetét, sok dzsungel-képhez hasonlóan, a sűrű növényzet adja, amelynek egyedeit Rousseau a párizsi botanikuskertekben tett látogatásai alapján festette meg. Az ihletet az oroszlánhoz valószínűleg egy néprajzi tárgyú kiadványból vagy egy gyerekeknek szóló könyvből merítette a művész. A kép 113,7 × 160 centiméteres.
A festményt Wilhelm Uhde vásárolta meg az alkotótól 1910 júliusában 200 frankért, majd az aacheni Julius Kellernek adta tovább 1914-ben, azután amerikai gyűjteményekben szerepelt. A Metropolitan Művészeti Múzeum Sam A. Lewisohn hagyatékából jutott hozzá 1951-ben.